# L'Inflexible (S 615)
El L'Inflexible (S 615) de la Marina francesa fue un submarino nuclear de la clase Le Redoutable en servicio de 1985 a 2008.
La construcción comenzó el 27 de marzo de 1980. El barco fue botado el 23 de junio de 1982, puesto en servicio el 1 de abril de 1985 y dado de baja el 14 de enero de 2008.

## Diseño y construcción
L'Inflexible utiliza básicamente el mismo diseño que las otras embarcaciones de la clase Le Redoutable, pero se ha beneficiado de los avances tecnológicos sobre sus predecesores. El submarino utiliza el misil M-4, que lleva 6 ojivas nucleares independientes equivalentes a 150 kilotoneladas de TNT. Se informa que su rango es de más de 4.500 kilómetros (2.800 millas). El barco también tiene la capacidad de lanzar el misil antibuque SM39 Exocet.
L'Inflexible recibió TIT (Traitement de l'Information Tactique, "Procesador de información táctica"), un grupo de computadoras de diseño francés y enlaces de bus digital en serie para la comunicación entre sistemas y el sonar DMUX21. El submarino tiene un sistema de navegación inercial mejorado sobre otros buques de la clase. El barco también tiene el sistema de comunicación interno mejorado: SNTI, Système Numérisé de Transmissions Intérieures (Sistema de comunicación interna digital).
Se realizaron otras mejoras diversas en sistemas eléctricos, sistemas nucleares, mejorando la seguridad y el sigilo y el timón y los motores, mejorando la confiabilidad y el sigilo. Inflexible tiene un perfil de casco mejorado.
Los otros submarinos de clase Redoutable se han modificado para cumplir con los estándares de L'Inflexible ("Refonte M4"). L'Inflexible fue dado de baja oficialmente el 14 de enero de 2008. Fue desguazado en 2023.

## En la cultura popular
- L'Inflexible ha inspirado Le Soleil ne se lève pas pour nous ("No hay amanecer para nosotros") de Robert Merle, un libro semificticio de 1987 en forma de documental romántico.